# 1. FC Saarbrücken
1. FC Saarbrücken (tiếng Đức: 1. Fußball-Club Saarbrücken e. V.) là một câu lạc bộ bóng đá có trụ sở tại Saarbrücken, Saarland.

## Cầu thủ

### Đội hình hiện tại
Tính đến 30 tháng 1 năm 2024
Ghi chú: Quốc kỳ chỉ đội tuyển quốc gia được xác định rõ trong điều lệ tư cách FIFA. Các cầu thủ có thể giữ hơn một quốc tịch ngoài FIFA.
| Số | VT | Quốc gia   | Cầu thủ                            |
| -- | -- | ---------- | ---------------------------------- |
| 1  | TM | Đức        | Tim Schreiber (mượn từ RB Leipzig) |
| 6  | TV | Đức        | Patrick Sontheimer                 |
| 8  | TV | Đức        | Manuel Zeitz (đội trưởng)          |
| 9  | TĐ | Đức        | Kai Brünker                        |
| 10 | TĐ | Đức        | Kasim Rabihic                      |
| 11 | TV | Đức        | Julius Biada                       |
| 14 | HV | Mozambique | Boné Uaferro                       |
| 15 | HV | Đức        | Robin Becker                       |
| 16 | HV | Đức        | Bjarne Thoelke                     |
| 17 | HV | Đức        | Dominik Becker                     |
| 18 | TV | Đức        | Andy Breuer                        |
| 19 | HV | Đức        | Marcel Gaus                        |
| 20 | TĐ | Đức        | Julian Günther-Schmidt             |

| Số | VT | Quốc gia | Cầu thủ                           |
| -- | -- | -------- | --------------------------------- |
| 21 | HV | Đức      | Fabio Di Michele Sanchez          |
| 22 | TĐ | Đức      | Simon Stehle                      |
| 23 | TV | Albania  | Tim Civeja                        |
| 24 | TĐ | Đức      | Sebastian Jacob                   |
| 25 | TĐ | Pháp     | Amine Naïfi (mượn từ Differdange) |
| 27 | HV | Đức      | Calogero Rizzuto                  |
| 29 | HV | Đức      | Lukas Boeder                      |
| 30 | TM | Đức      | Tim Paterok                       |
| 31 | TV | Đức      | Richard Neudecker                 |
| 33 | TV | Đức      | Luca Kerber                       |
| 34 | HV | Đức      | Frederik Recktenwald              |
| 35 | TM | Đức      | Finn Kotyrba                      |
| 39 | TĐ | Đức      | Patrick Schmidt                   |